# Orobanche tarapacana
Orobanche tarapacana är en snyltrotsväxtart som beskrevs av Rodolfo Amando Philippi. Orobanche tarapacana ingår i släktet snyltrötter, och familjen snyltrotsväxter. Inga underarter finns listade i Catalogue of Life.